# 🕴️
🕴️ is een teken uit de Unicode-karakterset dat een zwevende persoon in een pak voorstelt. Deze emoji is in 2014 geïntroduceerd met de Unicode 7.0-standaard.

## Betekenis

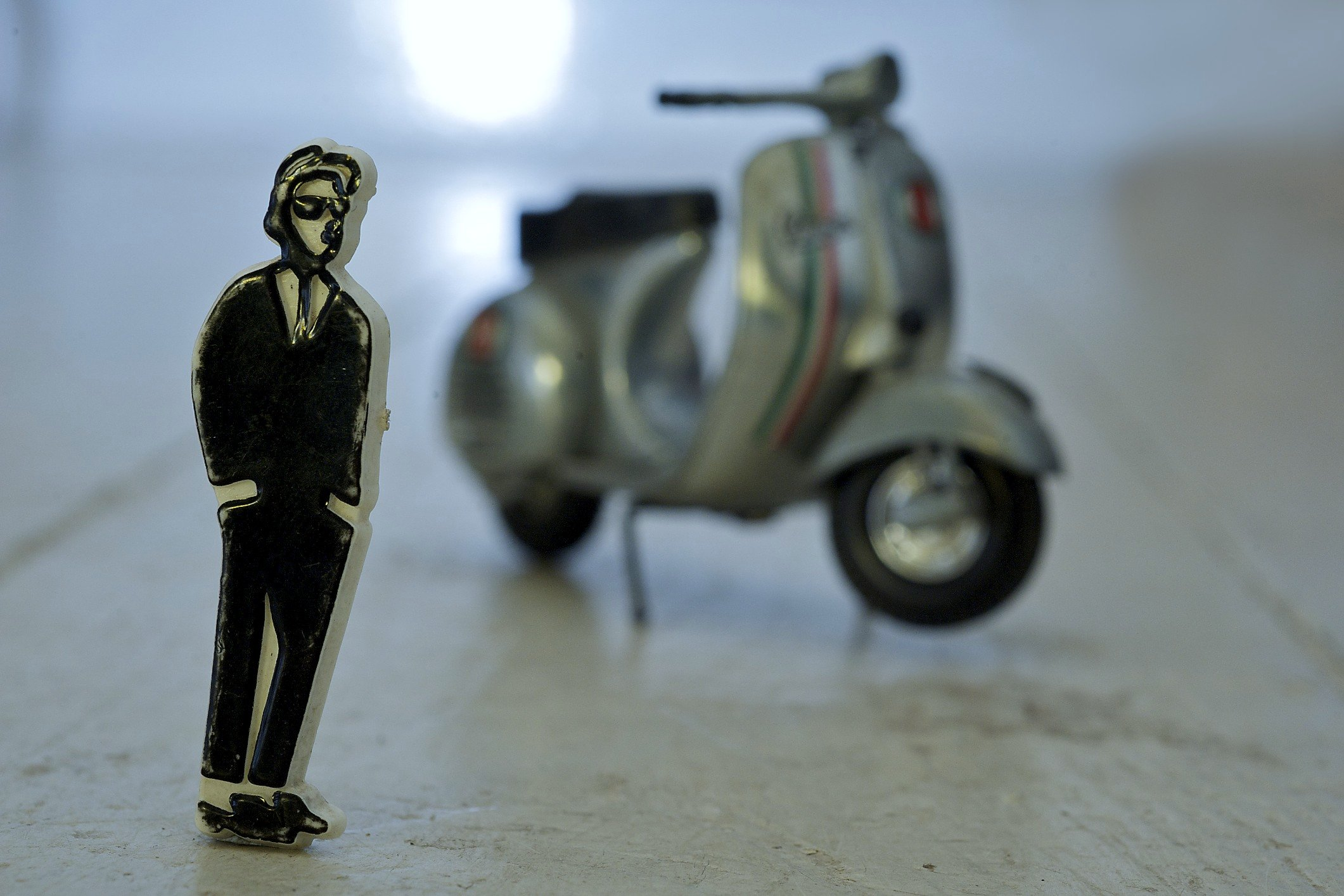

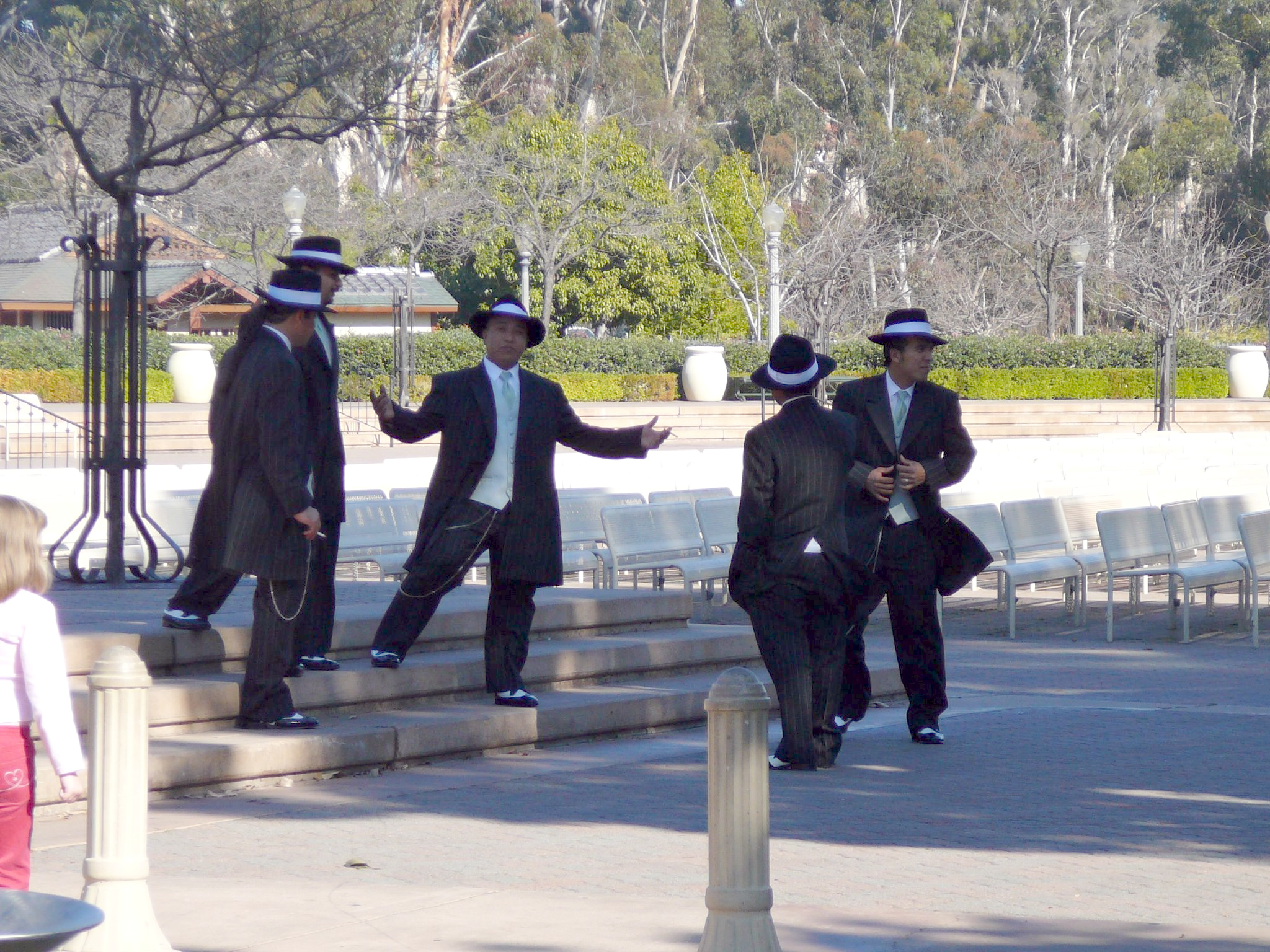
Mannen in zoot suits

Het teken wordt geassocieerd met springen, maar feitelijk stelt het Walt Jabsco voor, de mascotte van het platenlabel 2 Tone. Walt Jabsco is gemodelleerd naar een jonge Peter Tosh in een Zoot suit, en vertegenwoordigde de Rude Boy subcultuur, die verbonden was met de opleving in de jaren 1980 van de ska.

### Geschiedenis
Het teken heeft zijn wortels het Webdings font dat Microsoft meeleverde met Internet Explorer 4.0, en dat geacht werd een webversie te zijn van het al langer in gebruik zijnde Wingdings, een soort voorloper van emoji die het mogelijk maakte met een toetsenbord plaatjes weer te geven. De ontwerper van Webdings was Vincent Connare (onder meer bekend van het beruchte font Comic Sans). Hij moest een aantal iconen ontwerpen die het op een website goed zouden doen. Voor het uitbeelden van een sprong putte Connare inspiratie uit de cover art van een lp die hij uit Japan had geïmporteerd, van The Specials , waar het woord "Jump" als sleutelwoord bijstond. Het gegeven dat het mannetje in zwart-wit was, maakte het makkelijk om hier een glief voor een font van te maken. Bij de introductie van Unicode 7.0 is de Webdings symbolenset meegenomen als unicode karakters.

## Vrouwelijke versie
De socialemediaplatforms Facebook en Twitter kennen een ZWJ-sequentie die een vrouwelijke variant oplevert, 🕴️‍♀️  , bestaande uit 🕴️ en het teken voor vrouwelijkheid ♀️ (U+2640) maar deze sequentie wordt niet aangeraden (niet recommended for general interchange, RGI) en wordt behalve op de genoemde platformen niet verder ondersteund.

Weergave van de vrouwelijke variant in de Twemoji iconenset. (Emoji sequentie U+1F574-U+FE0F-U+200D-U+2640-U+FE0F)

## Codering

Weergave van de mannelijke variant in de Twemoji iconenset. (Emoji sequentie U+1F574-U+FE0F-U+200D-U+2642-U+FE0F). Op de meeste platformen wordt met alleen U+1F574 de mannelijke variatie weergeven

### Unicode
In Unicode vindt men de 🕴 onder de code U+1F574  (hex). Men kan door de variation selector U+FE0F te gebruiken het weergave-apparaat forceren de grafische versie van het karakter, 🕴️, af te beelden indien die beschikbaar is. (U+2744 U+FE0F (hex) 

### HTML
In HTML kan men in hex de volgende code gebruiken: &#x1F574;

### Shortcode
In GitHub kan het karakter worden opgeroepen met de code :business_suit_levitating:, in Slack :man_in_business_suit_levitating: .

### Unicode-annotatie
De Unicode-annotatie voor toepassingen in het Nederlands (bijvoorbeeld een Nederlandstalig smartphonetoetsenbord) is zwevende man in pak. De emoji is ook te vinden met de sleutelwoorden man, pak, en zaken.